# Судаков-Билименко, Георгий Петрович
Георгий Петрович Судаков, имя при рождении Григорий Тарасович Белименко (1 марта 1900, село Прохоры Приморской области — 15 декабря 1937, Коммунарка (расстрельный полигон) Московской области) — первый ректор Московского авиационного института, директор Высшего Аэромеханического училища (ВАМУ), начальник производства авиационного моторостроительного завода № 24 им. Фрунзе (сейчас Салют (предприятие), инженер.

## Биография
Григорий Билименко родился в казацкой семье переселенцев с Украины Тараса Кононовича Белименко и Дарьи Павловны Бородиной.
С 1910 по 1919 год учился в Владивостокском Коммерческом училище в одном классе со своим лучшим другом, писателем Александром Александровичем Фадеевым.
С марта 1919 года — в партизанском отряде Сучана, где действовал под именем Георгия Петровича Судакова. Это имя он сохранил и после окончания гражданской войны. В июле 1919 года назначен начальником штаба Крыловского партизанского района. В 1919—1920 годах воевал в партизанских отрядах Сахалинской области. В 1920—1921 годах находился на разных должностях в ДВР: начальник культпросвета дивизии Народной Революционной Армии, начальник бронепоезда, военный комиссар.
С 1922 года демобилизовался и поступил в Московский механико-электротехнический институт им. М. В. Ломоносова, который закончил в 1929 году по специальности инженер-инструментальщик. В декабре 1929 года — марте 1930 года работал инженером-конструктором опытного отдела по вооружениям завода № 20 Авиатреста ВСНХ.
После разделения Московского высшего технического училища (МВТУ) — первый и единственный директор Высшего Аэромеханического училища (ВАМУ), которое было образовано из аэромеханического факультета МВТУ и Московского механико-электротехнический института им. М. В. Ломоносова. После преобразования Высшего Аэромеханического училища (ВАМУ) в МАИ был первым ректором института.
С октября 1930 года на разных должностях в заводах Авиатреста. Последняя должность до ареста 1 сентября 1937 года — начальник производства Авиационного моторостроительного завода № 24 им. Фрунзе.
Репрессирован по доносу коллеги — известного авиаконструктора Чаромского и 15 декабря 1937 года расстрелян на полигоне «Коммунарка» Московской области. В 1956 г. полностью реабилитирован Решением Верховного Суда СССР.
Жена — Турова Вера Михайловна. Имел двух дочерей: Стеллита Георгиевна Кладова и Инесса Георгиевна Минеева.
Александр Фадеев посвятил Г. П. Судакову-Билименко лирическое отступление «Друг мой. Друг мой…» романа «Молодая Гвардия» (63 глава).

## Память

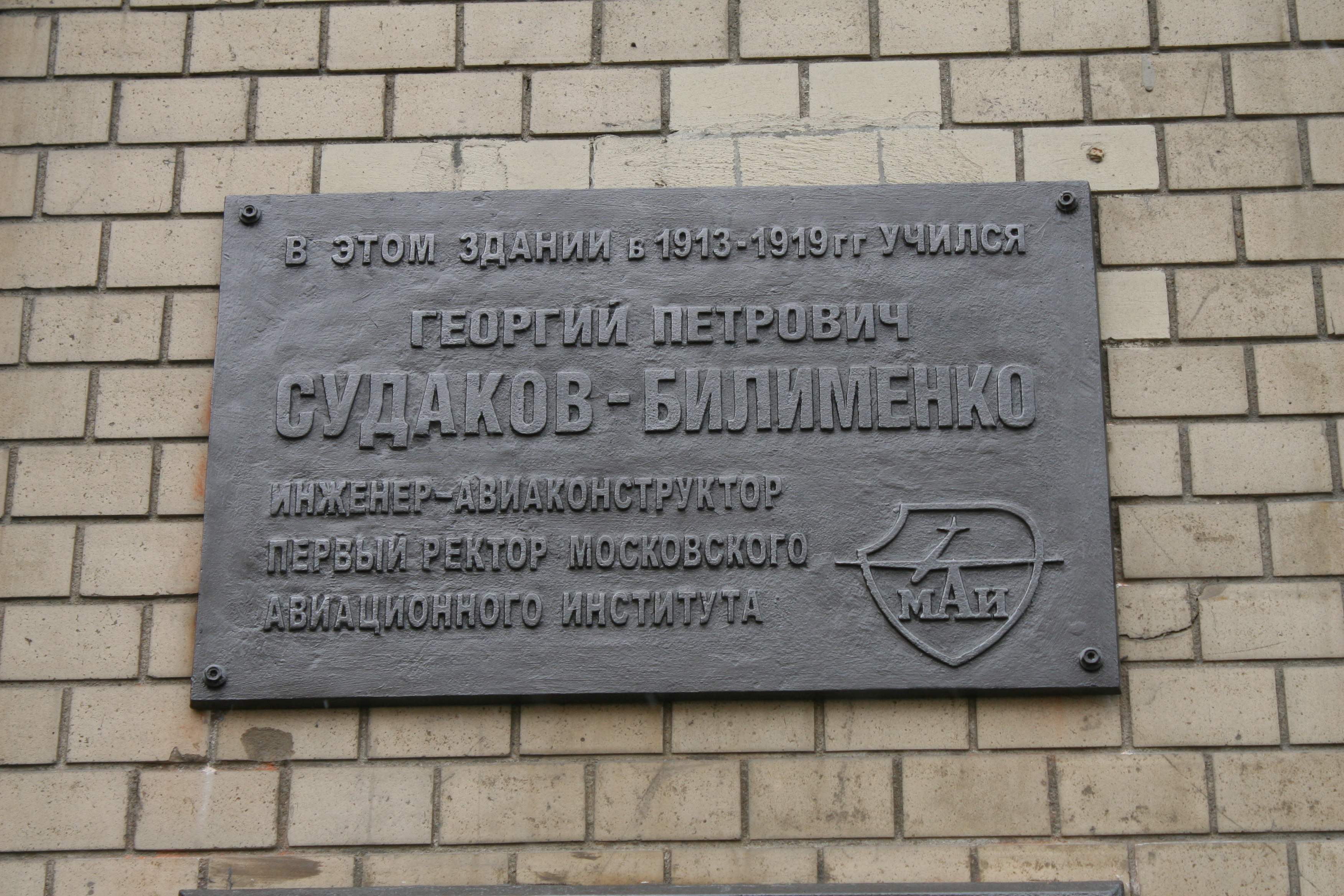
Мемориальная доска Г. П. Судакову-Билименко на главном здании Дальневосточного Федерального Университета в г. Владивостоке

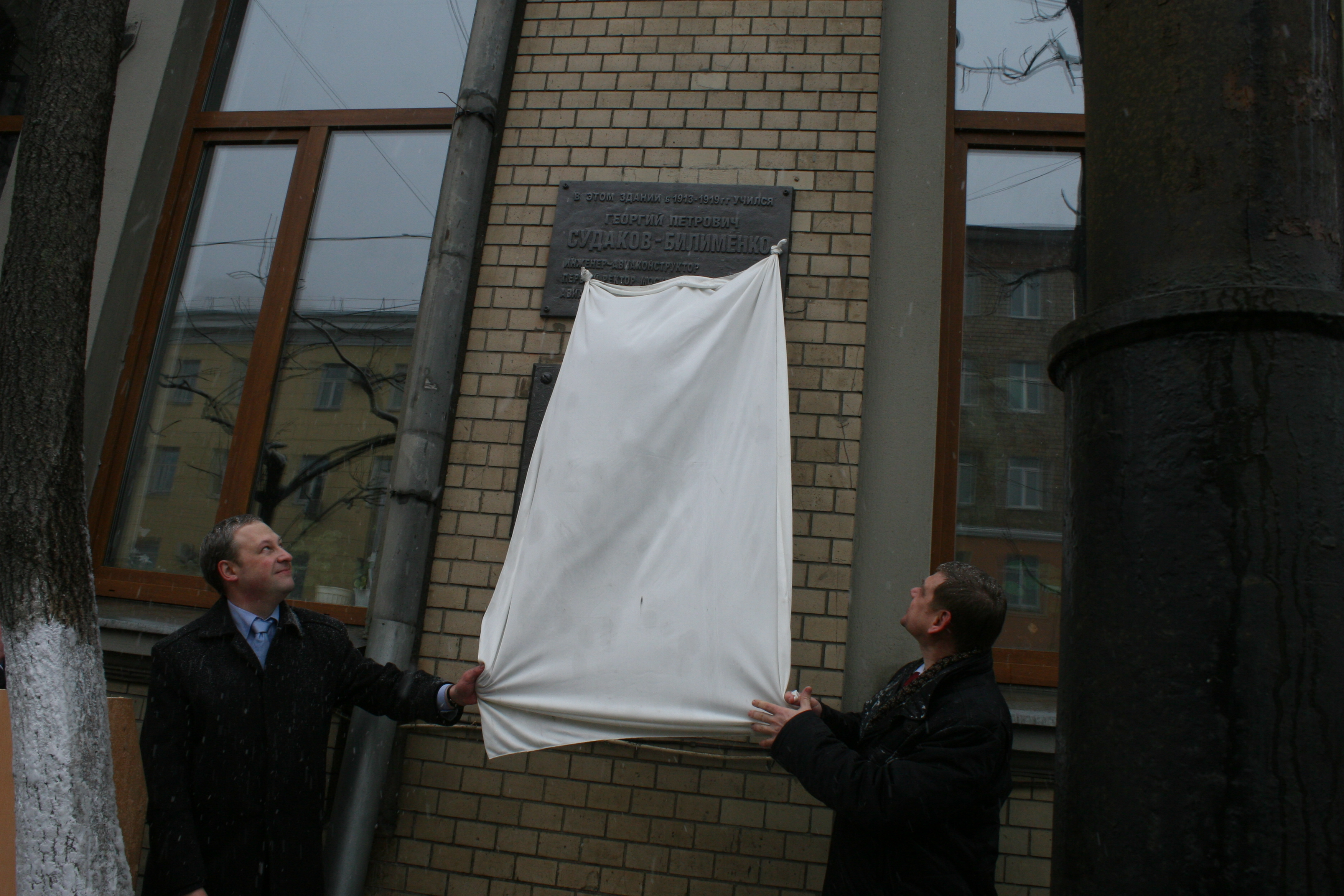
Мемориальную доску открывают Минеев А. Д. (внук Судакова-Билименко Г. П.) и Соппа И. В. (проректор ДВФУ)

6 апреля 2013 года на главном здании Дальневосточного Федерального Университета (бывш. Коммерческое училище) в г. Владивостоке была открыта мемориальная доска в память о Г. П. Судакове-Билименко, который учился в этом здании с 1913 по 1919 годы.